# Milionia euchromozona
Milionia euchromozona är en fjärilsart som beskrevs av Rothschild 1934. Milionia euchromozona ingår i släktet Milionia och familjen mätare. Inga underarter finns listade i Catalogue of Life.